# U-Bahn Ahvaz
Die U-Bahn Ahvaz ist ein U-Bahn-System, das die Stadt Ahvaz im Iran bedienen wird. Die erste Linie mit einer Länge von 23 km befindet sich derzeit im Bau und wird über 24 Stationen verfügen. Darüber hinaus sind drei weitere Linien für die Stadt geplant.

## Linien

### Linie 1
Die Linie 1 der U-Bahn Ahvaz befindet sich derzeit im Bau. Die Linie wird im Nordosten der Stadt vor einem Kraftwerk beginnen, in den Südwesten der Stadt führen und in der Nähe des Flughafens Ahvaz am linken Ufer des Karun die Altstadt von Ahvaz durchqueren, den Fluss überwinden und weiter durch das zentrale Geschäfts- und Verwaltungsviertel von Ahvaz führen. In der Nähe des Bahnhofs führt sie an der Chamran-Universität vorbei und weiter bis zur Stadtgrenze zum Baghaei-Krankenhaus.
Die Strecke wird in 4 Segmenten bzw. Phasen gebaut. Das erste Segment, bestehend aus 7 Stationen, sollte 2018 in Betrieb gehen, hat bisher allerdings noch nicht eröffnet.

### Linie 2
Der Bau der Linie 2 der U-Bahn Ahvaz ist später geplant. Die Linie verläuft von Südosten nach Nordwesten.

### Linie 3
Die Linie 3 befindet sich derzeit in der Planungsphase. Sie wird in Ost-West-Richtung am südlichen Rand des Zentrums von Ahvaz vorbeiverlaufen.

### Linie 4
Die Linie 4 befindet sich derzeit in der Planungsphase. Sie wird in Ost-West-Richtung weiter nördlich der Stadt verlaufen, direkt am Flughafen Ahvaz.

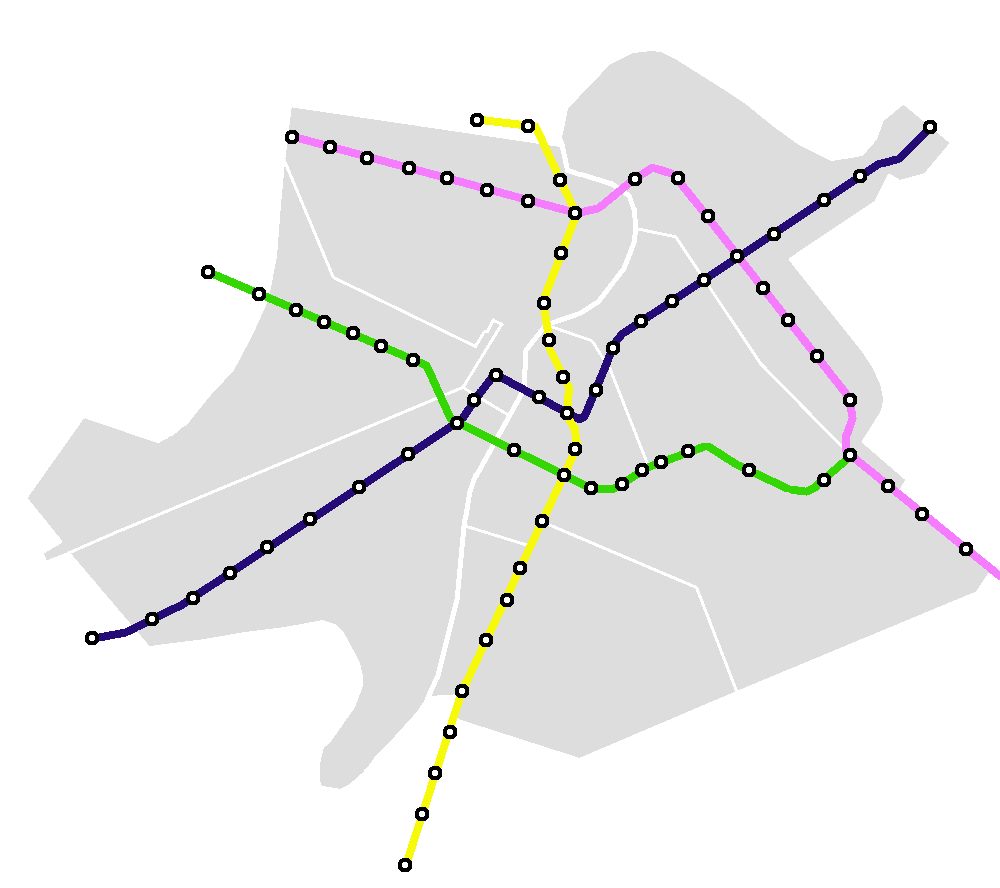
Erweiterungspläne der Ahvaz Metro

## Rollmaterial
Das Rollmaterial wird von CRCC in Zusammenarbeit mit Wagon Pars geliefert.